# Garfe
Garfe é uma povoação portuguesa sede da Freguesia de Garfe do Município de Póvoa de Lanhoso, freguesia com 4,68 km² de área e 983 habitantes (censo de 2021), tendo, por isso, uma densidade populacional de 210 hab./km².
As Freguesias de Garfe e Sobradelo da Goma são as únicas do seu município localizadas na margem esquerda do rio Ave.
Na época de Natal, vários lugares da freguesia edificam grandiosos presépios. Dos vários lugares estão Quintã, Salgueiros, Cilindro entre outros. Em 2009 foram 15 presépios.

## Demografia
A população registada nos censos foi:
| Distribuição da População por Grupos Etários | Distribuição da População por Grupos Etários | Distribuição da População por Grupos Etários | Distribuição da População por Grupos Etários | Distribuição da População por Grupos Etários |
| -------------------------------------------- | -------------------------------------------- | -------------------------------------------- | -------------------------------------------- | -------------------------------------------- |
| Ano                                          | 0-14 Anos                                    | 15-24 Anos                                   | 25-64 Anos                                   | > 65 Anos                                    |
| 2001                                         | 199                                          | 213                                          | 528                                          | 209                                          |
| 2011                                         | 154                                          | 120                                          | 528                                          | 198                                          |
| 2021                                         | 126                                          | 119                                          | 512                                          | 226                                          |

## Santuário rupestre de Garfe
O Santuário rupestre de Garfe localiza-se no lugar de Pena, freguesia de Garfe, numa encosta de pendor suave voltada à ribeira de Teire, tributária do rio Ave.
Implantado num afloramento granítico, de forma tendencialmente circular e superfície arredondada, exibe no topo três tanques escavados: o maior em forma de T, apresenta uma orientação de E-O, numa clara alusão ao nascimento-morte; o segundo, de menor dimensão e menos profundo, ostenta uma forma rectangular, e está paralelo ao primeiro; o terceiro, e último, também rectangular, foi construído perpendicularmente aos dois primeiros.
Na vertente sul, do penedo, e na continuidade do terceiro tanque, são visíveis dois degraus de acesso talhados, de uma forma grosseira, no afloramento, ligados a um carreiro, desgastado pelo uso sistemático do monumento.
A face do penedo, voltada a oeste, foi intensionalmente rasgada a pico de forma a criar um altar.
Em 30 de março de 2020, o santuário foi classificado como Sítio de Interesse Público devido ao seu “testemunho simbólico ou religioso” e ao “valor estético técnico”.